# Podstawowa księga znaku
Podstawowa Księga Znaku to standaryzacja logo – opis budowy logo i przykłady jak należy znak stosować dla prawidłowego używania. Bardzo rozbudowana księga zawiera bardziej szczegółowe opracowania oraz konkretne projekty realizacyjne z użyciem logo i logotypu (WWW, samochody, reklama zewnętrzna itp). Zasad w niej zawartych powinno się bezwzględnie przestrzegać dla dobra i jednorodnego wizerunku firmy.
Podstawowa Księga Znaku powinna powstać wraz z projektem logo. Księga Znaku obejmuje przeważnie 7 kart z elementami podstawowymi oraz kilka kart przykładów zastosowania logo.

## Zawartość księgi
- opis znaczenia logo lub logotypu
- opis budowy logo lub logotypu
- kolorystyka
- pole ochronne wokół logo
- warianty logotypu, wersje mono i achromatyczne
- zestaw znaków firmowego kroju pisma oraz zalecane odmiany i wielkości
- przykłady prawidłowej i nieprawidłowej formy logo.